# Sur les chemins de Rome
Sur les chemins de Rome (Bread and Circuses) est le vingt-cinquième épisode de la deuxième saison de la série télévisée Star Trek. Il fut diffusé pour la première fois le 15 mars 1968 sur la chaîne américaine NBC.
L'Enterprise part à la recherche d'un vaisseau disparu, autour de la planète 892 IV. En se téléportant sur la planète, Kirk, Spock et McCoy découvrent que celle-ci est occupée par une civilisation semblable à celle de l'Empire Romain.

## Distribution

### Acteurs principaux
- William Shatner — James T. Kirk (VF : Yvon Thiboutot)
- Leonard Nimoy — Spock (VF : Régis Dubost)
- DeForest Kelley — Leonard McCoy
- James Doohan — Montgomery Scott
- Nichelle Nichols — Uhura
- Walter Koenig — Pavel Chekov

### Acteurs secondaires
- William Smithers - Capitaine R.M. Merik / Merikus
- Logan Ramsey - Proconsul Claudius Marcus
- Ian Wolfe - Septimus
- Rhodes Reason - Flavius
- Lois Jewell - Drusilla
- Bart Larue - Présentateur
- Jack Perkins - Le Maître des jeux
- Max Kleven - Maximus
- Paul Baxley - Policier #1 (non crédité)[1]
- Bob Orrison - Policier #2 (non crédité)[1]
- William Bramley - Policier
- Paul Stader - Esclave #1 (non crédité)[1]
- Tom Steele - Esclave #2 (non crédité)[1]
- Gil Perkins - Esclave #3 (non crédité)[1]
- Eddie Paskey - Lieutenant Leslie(non crédité)[1]
- William Blackburn - Lieutenant Hadley(non crédité)[1]
- Roger Holloway - Lieutenant Lemli (non crédité)[1]
- Frank da Vinci - Lieutenant Brent (non crédité)[1]

## Résumé
L'USS Enterprise retrouve la trace du SS Beagle disparu depuis près de 6 ans. Le vaisseau, autrefois commandé par le capitaine R.M. Merik a été détruit près de l'orbite d'une planète inexploré. En s'y rapprochant ils captent les ondes d'une télévision et découvre que la planète est en tout point semblable à la Terre, à la seule différence que l'Empire Romain n'y a jamais disparu et règne toujours. Ils voient une transmission d'un combat de gladiateur où ils surprennent un ancien membre du Beagle être tué par son adversaire. Une mission de reconnaissance composée du capitaine Kirk, du Docteur McCoy et de Spock se téléporte sur place à la recherche de survivants.
Ils sont arrêtés par un groupe d'anciens esclaves en fuites. Capturés par Flavius, un ancien gladiateur, Kirk, McCoy et Spock sont menés auprès de leur chef, Septimus, qui les libère. Septimus est un ancien sénateur qui dit avoir renié les anciens dieux afin de célébrer un dieu solaire qui lui aurait parlé. Les hommes de l'Enterprise découvrent que Merik est toujours vivant et que sous le nom de Merikus, il dirige les combats de gladiateur. En vertu de la directive première, Kirk est obligé de l'arrêter.
Kirk, Spock, McCoy et Flavius décident de rejoindre la ville mais ils sont arrêtés par une patrouille de soldats. Les prenant pour des "barbares" et des esclaves en fuite, ils sont enfermés. Après une brève tentative d'évasion, ils sont stoppés par les gardes de Merikus et du proconsul Claudius Marcus. Merikus reconnait Kirk et les invite à discuter ensemble. Afin que la planète ne soit pas contaminée culturellement par la fédération, Merikus invite Kirk et ses hommes à rester sur la planète. Il demande aussi à Kirk de téléporter une partie de ses hommes afin de les faire se combattre dans l'arène. Kirk refuse mais réussi néanmoins à envoyer un code à Scottie signalant que leur mission se déroule mal.
Marcus envoie Spock et McCoy se battre dans l'arène contre Flavius et Achilles. Spock réussi à assommer Achilles et à secourir McCoy en endormant Flavius avec une technique de pince vulcaine. Ces mouvements sont établis comme étant une forme de tricherie, Spock et McCoy sont renvoyés dans leur cellule. Quant à Kirk, celui-ci doit être exécuté le lendemain, toutefois le proconsul lui offre de passer une partie de la nuit avec son esclave personnelle, Drusilla.
Lors de l'exécution télévisée, Flavius fait irruption et se sacrifie afin de laisser Kirk s'enfuir. Scott provoque grâce à l'Enterprise une coupure de courant, ce qui lui permet d'aider la fuite de Kirk sans interférer dans les affaires de la planète. Merikus se sacrifie lui aussi en donnant la position de Kirk, Spock et McCoy afin qu'il soit téléporté, ce qui lui vaut d'être poignardé par le proconsul. De retour dans le vaisseau, Kirk ordonne à l'Enterprise de s'éloigner de la planète. Lors d'une discussion, Uhura explique que les esclaves ne vouait pas un culte à des dieux solaires mais au fils de dieu, une forme de monothéisme, semblable au catholicisme, ayant émergé.

### Continuité
- Le personnage d'Hikaru Sulu n'apparaît pas dans cet épisode.
- C'est le seul épisode de la série où les personnages sont étonnés de voir des habitants d'une planète étrangère parler en anglais.